# Vedres Mátyás
Vedres Mátyás (Budapest, 1943. április 18. – 2009. május 23.) magyar válogatott jégkorongozó és labdarúgó, az UTE jégkorong szakosztályának kapusedzője. Felesége Berecz Ilona műkorcsolyázó, edző, sportvezető.

## Sportkarrier
Pályafutását focikapusként kezdte az Újpest ificsapatában, majd 1959-től az UTE jégkorong szakosztályában látta el a hálóőr szerepét. Az Újpest Dózsával összesen hatszor nyerte meg az országos jégkorong bajnokságot, és ötször a Magyar Kupát. Vedres volt az első kapus a magyar bajnokságban, aki kapusmaszkban védett. A maszkot Pozsonyban csináltatta, miután megelégelte folyamatos fejsérüléseit, összesen 44-szer műtötték az arcát.
A magyar válogatott tagjaként 1963 és 1974 között kilenc Jégkorong Világbajnokságon és az 1964-es innsbrucki téli olimpián is részt vett. A legpompásabb teljesítményt az 1965-ös tamperei B csoportos vb-n nyújtotta, ahol a torna legjobb kapusává választották. Összesen 150-szer öltötte magára a címeres mezt.
1975-ben hagyott fel az élsporttal, ám pár évvel később visszatért a jégre és 1979-től 1985-ig a másodosztályú Pomáz SE-ben játszott régi klubtársa Zsitva Viktor mellett. Nyugdíjba vonulása után a KSI, a MAC, majd az Újpesti TE kapusedzőjeként dolgozott.

## Rendőrségi karrier
A BRFK, az ORFK és a székesfehérvári rendőrkapitányságon dolgozott bűnügyi technikusként 1973 és 1998 között.
Pályafutása során mindvégig újító szellemben, példás odaadással dolgozott. Az ORFK Bűnügyi Technikai Osztály vezetője volt, irányítása alatt kitűnő, ütőképes csapat szerveződött; ennek hatására 2011-ben, a BSZKI átszervezésével ismét létrehoztak központi bűnügyi helyszínelő egységet.
Hatására jellemző, hogy halálának évében a 2006 óta évente megrendezésre kerülő Országos Bűnügyi Technikai Verseny felvette a „Vedres Mátyás Országos Bűnügyi Technikusi Emlékverseny” nevet.